# حوزه انتخابیه رامیان و آزادشهر
حوزهٔ انتخاباتی رامیان و آزادشهر یکی از حوزه از حوزه‌های استان گلستان برای انتخابات مجلس شورای اسلامی است. این حوزه به مرکزیت آزادشهر، ۱ نماینده دارد.

## نمایندهدوره یازدهم
غلامعلی کوهساری

## پی‌نوشت و منبع
- «جدول حوزه‌های انتخابیه در انتخابات  یازدهمین دورهٔ مجلس شورای اسلامی» (PDF). مرکز پژوهش و سنجش افکار صدا و سیما. بایگانی‌شده از اصلی (PDF) در ۵ اكتبر ۲۰۱۸. دریافت‌شده در ۱ اوت ۲۰۱۶. تاریخ وارد شده در |archive-date= را بررسی کنید (کمک)